# Xã Evangeline, Michigan
Xã Evangeline (tiếng Anh: Evangeline Township) là một xã thuộc quận Charlevoix, tiểu bang Michigan, Hoa Kỳ. Năm 2010, dân số của xã này là 712 người.